# Pro Vareno
L'Oratio pro Vareno (Orazione in difesa di Vareno), meglio nota semplicemente come Pro Vareno, è un discorso giudiziario pronunciato tra l'80 e il 79 a.C. dall'oratore romano Marco Tullio Cicerone. L'orazione, il cui testo è pervenuto ad oggi solo in scarsi frammenti, è il quarto discorso giudiziario pronunciato da Cicerone di cui si abbia notizia.
Non si conoscono i dettagli della vicenda in occasione della quale Cicerone pronunciò la Pro Vareno; è però certo che si trattasse di un processo affine a quello in cui Cicerone avrebbe più tardi pronunciato la Pro Marco Tullio, con l'obbiettivo di perorare la causa di un esponente delle classi abbienti municipali italiche che era stato vittima di un'aggressione da parte di una banda di schiavi.